# Aeroportul Internațional Antonio B. Won Pat
Aeroportul Internațional Antonio B. Won Pat (IATA: GUM, ICAO: PGUM, FAA LID: GUM) este un aeroport din Barrigada⁠(d), Guam, Statele Unite ale Americii ce deservește zona Guam. Aeroportul a fost tranzitat în 2019 de 3.701.842 de pasageri. A fost deschis în 1982 și numit după Antonio Borja Won Pat⁠(d).
Situat la o altitudine de 91 m, aeroportul dispune de 2 piste.

## Infrastructură

### Piste
Eroare Lua în Modul:Runway la linia 26: attempt to concatenate local 'surface' (a nil value)